# Sigmodon inopinatus
Sigmodon inopinatus es una especie de roedor de la familia Cricetidae.

## Distribución geográfica
Se encuentra sólo en Ecuador en elevaciones de 3500 a 4000 m, donde se ha encontrado en arroyos y pantanos.  